# 마쓰시마정 (구마모토현)
마쓰시마정(일본어: 松島町)은 일본 구마모토현 아마쿠사 가미섬 북부에 있던 정이다. 2004년 3월 31일, 오야노정, 히메도정, 류가타케정과 합병해 가미아마쿠사시가 되었다.

## 지리
아마쿠사 가미시마의 동북부에 위치해 있다. 

## 역사
- 1955년 4월 1일 - 3개의 촌이 합병에 의해 마쓰시마촌이 성립하였다.
- 1956년 9월 1일 - 정으로 승격해 마쓰시마정이 되었다.
- 2004년 3월 31일 - 오야노정, 히메도정, 류가타케정과 합병해, 가미아마쿠사시가 되었다.

## 교통

### 도로
- 국도 266호선
- 국도 324호선

## 참고 문헌
- 角川日本地名大辞典編纂委員会, 『角川日本地名大辞典 43 熊本県』1987, 角川書店